# Morning Glory (Schiff, 2003)
Die Morning Glory ist eine sogenannte Super-Maxi-Yacht des Typs MaxZ86.

## Bau und technische Daten
Die Hochsee-Rennyacht wurde im Jahre 2003 im Auftrag und auf Rechnung des deutschen Unternehmers Hasso Plattner, Mitgründer der Firma SAP, von den Yachtkonstrukteuren Reichel/Pugh in San Diego (Kalifornien) entworfen und von den Bootsbauern McConaghy in Mona Vale, Sydney (Australien) gebaut. 
Das 26,2 m lange und 4,80 m breite, Slup-getakelte Boot ist aus Carbon und hat einen flachen Rumpf mit breitem Heck (maxi sled), einen Kippkiel und zwei bewegliche Kielflossen. Diese damals neue Kielkonstruktion wurde als CBTF = Canting Ballast Twin Foil bezeichnet. Das Boot verdrängt 20,8 Tonnen, wovon nahezu 10 t auf die 4,5 m unter der Wasserlinie befindliche Kielbombe entfallen. Bis zu 5 Tonnen Wasserballast können zur Stabilisierung des Boots aufgenommen werden. 
Das Boot ist beim Kieler Yacht-Club registriert. Es hat die Segelnummer GER 5386 und für Regattasegeln das General Purpose Handicap 366,1 der ORC International-Vermessung. Es wurde von Plattner und 2013 auch von seiner Tochter Kristina bei internationalen Hochseerennen gesegelt.
Das Boot steht seit Ende 2013 für 1,5 Millionen Euro zum Verkauf.

## Rennerfolge
Bereits im Jahre 2004 gewann die Morning Glory das 647 Seemeilen lange Newport-Bermuda-Race von Newport (Rhode Island) nach Hamilton (Bermuda) und verbesserte dabei den bisherigen Rekord um fünf Stunden. 2005 gewann sie, ebenfalls mit neuer Rekordzeit, das Transpacific Yacht Rennen (Transpac) über 2225 Seemeilen von Los Angeles nach Honolulu. 2006 gewann sie das Rolex Middle Sea Race im Mittelmeer, 2007 den Maxi Yacht Rolex Cup, die prestigeträchtigste Segeltrophäe für Großyachten weltweit. 2013 gewann Kristina Plattner mit der Morning Glory das Rolex Middle Sea Race.